# King for a Day
King for a Day är en låt av den brittiska gruppen Thompson Twins från albumet Here's to Future Days. Den finns i två versioner och ytterligare flera remixversioner. Den engelska singelversionen har något annorlunda text och ett synthbaserat sound medan albumversionen och amerikanska singelversionen har ett mer gitarrorienterat sound.
Singeln nådde som bäst 22:a plats på den brittiska singellistan, men blev mer framgångsrik i USA med 8:e plats på Billboard Hot 100. I Sverige låg den fyra veckor på Sverigetopplistan med som bäst 10:e plats i november 1985.
King for a Day blev gruppens största hit på Trackslistan där den låg etta i fyra veckor och placerade sig på 6:e plats på årslistan över 1985 års populäraste Trackslåtar.

## Utgåvor
UK 7" (Arista TWINS 7)
Sida A
1. "King For A Day" - 4:10

Sida B
1. "Rollunder" - 4:40

UK 12" (Arista TWINS 127)
Sida A
1. "King For A Day" (Extended Mix) - 8:02

Sida B
1. "Rollunder" - 6:50

UK 12" (Arista TWINS 227)
Sida A
1. "King For A Day" (U.S. Re-mix) - 7:20

Sida B
1. "Rollunder" - 6:50

UK 12" Picture Disc (Arista TWIPD 7)
Sida A
1. "King For A Day" (Extended Mix) - 8:02

Sida B
1. "Rollunder" - 6:50

US 7" (Arista AS1-9450)
Sida A
1. "King For A Day" (Single Version) - 3:58

Sida B
1. "Rollunder" - 4:40

US 12" (Arista ADP-9442)
Sida A
1. "King For A Day" (Rock Radio Edit) - 4:10
2. "King For A Day" (LP Version) - 5:20

Sida B
1. "Roll Over" (LP Version) - 4:58